# Aapo Halme
Aapo Halme, född 22 maj 1998 i Helsingfors, är en finländsk fotbollsspelare (mittback) som spelar för HJK Helsingfors. Han har tidigare spelat för bland annat Leeds United och det finländska U21-landslaget.

## Klubblagskarriär

### Finland
Vid 16 års ålder debuterade han sommaren 2014 för FC Honka, innan HJK Helsingfors fick ögonen på honom. Han värvades först till klubbens andralag Klubi-04, och sedan i januari 2015 till moderklubben. Halme spelade 29 seriematcher för HJK under säsongerna 2015-2017, varav den sista slutade i ligaseger.

### Leeds United
Den 3 januari 2018 värvades Halme av engelska Leeds United. Kort efter övergången drabbades han av en fotskada som höll honom ur spel till i augusti, då han debuterade för Leeds U23-lag. Den 24 november 2018 gjorde Halme sin seniordebut för Leeds i en hemmaseger över Bristol City med 2–0, som följd av skador på flera andra försvarare. Han fick fortsatt förtroende i a-truppen med tre inhopp under december månad. Den 6 januari 2019 fick Halme starta en FA-cupmatch borta mot Queens Park Rangers och gjorde i 25:e matchminuten sitt enda mål för Leeds United.

### Barnsley
Den 3 juli 2019 värvades Halme av Barnsley för ett sexsiffrigt belopp, där han skrev på ett treårigt kontrakt med option till förlängning.

### Återkomst i HJK Helsingfors
Den 25 juli 2022 blev Halme klar för en återkomst i HJK Helsingfors, där han skrev på ett 2,5-årskontrakt.

## Landslagskarriär
Halme har gjort över 20 juniorlandskamper och varit tongivande i Finlands U21-landslag.